# Île Holman
L'île Holman est une île canadienne située dans la baie de Bedeque de l'Île-du-Prince-Édouard, en face de Summerside.

## Histoire
Elle est d'abord nommée île de Bedec (1752) puis Indian Island (1765), puis Flynn (en raison d'un ermite qui y vécut), Pope (en l'honneur d'un marchand et constructeur naval) et enfin dans les années 1870 prend son nom actuel en hommage à James Ludlow Holman (1827-1877), un homme d'affaires américain qui y érige l'hôtel de luxe portant son nom en 1865. L'hôtel ferme définitivement ses portes le 4 décembre 1904.